# Esquemíofris
Esquemíofris (em grego clássico: Σκεμιοφρις; romaniz.: Skemiophris), Sobecaré Neferusebeque (Sobekkaré Sobekneferu) ou Neferusobeque foi uma rainha-faraó do Egito, sucedendo ao seu irmão, Amenemés IV. Foi a última monarca da Dinastia XII, governando por quase quatro anos, entre 1806 e 1802 a.C..O seu nome significa "a beleza de Sobeque."

## Família
Neferusebeque era filha do faraó Amenemés III. Manetão refere que era também irmã de Amenemés IV, mas tal afirmação ainda não foi comprovada. Teria ainda uma irmã mais velha, Neferuptá, que teria sido herdeira antes dela. Esta irmã, para além de ter o nome em cartuchos, tinha uma pirâmide própria em Hauara. Contudo, Neferuptá faleceria jovem.

## Reinado
Neferusebeque foi a primeira rainha-faraó para a qual existem provas inequívocas da sua existência e reinado, uma vez que há pelo menos três que poderão ter detido um estatuto semelhante antes dela, mas para as quais não existem provas suficientes: Neith-hotep, Merneith e ainda (esta mais duvidosa), Nitócris. Esta última poderá ser na verdade um homem, com o nome corrompido e facilmente confundido.
O falecimento de Amenemés IV sem um herdeiro varão pode ter levado a que Neferusebeque assumisse o trono, por exatamente três anos, dez meses e vinte e quatro dias, segundo o Papiro de Turim, em pleno século XIX a.C..
A sua morte sem herdeiros simbolizou o término do brilhante desempenho político-administrativo que culminou na Era Dourada da Dinastia XII e do Império Médio. A (provável) extinção biológica da dinastia levou à inauguração da muito mais fraca Dinastia XIII.

## Monumentos e Sarcófago

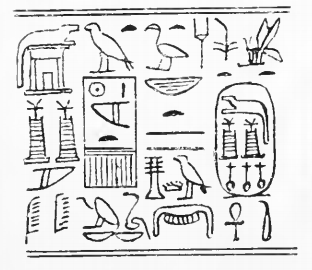
Desenhos de Flinders Petrie do cilindro real de Neferusebeque no Museu Britânico

Foram descobertos poucos monumentos erigidos por ela, mas existem várias estátuas (sem cabeça) que a representariam, incluindo a base de uma outra estátua de uma filha régia, descoberta em Gezer e que traz o seu nome inscrito. Sobreviveu contudo, uma estátua sua com cabeça (ver figura acima): um busto no Museu Egípcio de Berlim (Inv. nº 14476) , perdido na 2ª Guerra Mundial, que pode ser identificado como sendo esta rainha. Uma outra estátua real descoberta em Semna parece representá-la e provar que era da realeza pela inscrição no trono: unificação dos dois países .
Sabe-se que adicionou estruturas ao complexo funerário do pai em Hauara (designado labirinto por Heródoto) e erigiu algumas estruturas em Heracleópolis Magna.
Também se conhece um cilindro onde estão escritos o seu nome e a Titulatura real egípcia, exposto atualmente no Museu Britânico. Um grafito arqueológico na fortaleza núbia em Kumma atesta uma inundação do rio Nilo que atingiu 1,83 metros de profundidade no ano 3 do seu reinado. Uma outra inscrição descoberta no Desetro Leste atesta ano 4, segundo mês da estação peret. As suas obras monumentais associam-na constantemente a Amenemés III, corroborando a teoria de que seria uma filha régia e portanto apenas meia-irmã de Amenemés IV. The Danish Egyptologist, Kim Ryholt chama a atenção para as fontes contemporâneas do reinado que mostram que a rainha nunca adotou o título de Irmã do Rei, mas apenas Filha do Rei, o que apoia a hipótese. Todos os governantes egípcios era intitulados rei, independentemente do género.
A sua tumba não foi ainda identificada, embora possa ter sido enterrada num complexo piramidal em Mazghuna, sem inscrições. É no entanto imediatamente a note do complexo funerário de Amenemés IV. Existe um local, designado de Sekhem-Neferu num papiro descoberto em Harageh, pode ser na verdade o nome da sua pirâmide. 